# Чернец (посёлок при станции)
Не следует путать с одноимённым посёлком в том же административном районе.
Черне́ц — населённый пункт (тип: станция), посёлок при станции Чернец Московской железной дороги в Брянском районе Брянской области.  Входит в состав Стекляннорадицкого сельского поселения.

## История
Населённый пункт железнодорожников и их семей возник при станции Чернец, расположенной на линии Брянск—Сухиничи, между станциями Полпинская и Козёлкино. Годом основания станции официально считается 1929 год, однако разъезд Чернец показан уже на карте выпуска 1925 года.
В середине XX века станция Чернец носила название Урицкий, что привело к смешению информации об этой станции и о разъезде Урицкий. Вплоть до 2009 года поселение при станции Чернец не было выделено в самостоятельный населённый пункт и, по одним документам, считалось частью пгт Большое Полпино, а по другим — частью разъезда Урицкий.

## География
Рельеф местности вокруг станции Чернец сильно испорчен бывшими карьерами Брянского фосфоритного завода, на месте которых в 1980-е годы планировалось строительство Брянской АСТ (атомной станции теплоснабжения) мощностью 1000 Гкал/час. Однако осуществлению этого проекта помешало негативное общественное мнение после аварии на Чернобыльской АЭС.

## Население
| 2010 | 2013 | 2021  |
| ---- | ---- | ----- |
| 38   | ↗41  | ↗3440 |

## Инфраструктура
Путевое хозяйство. Действует железнодорожная станция Чернец.

## Транспорт
Автомобильный и железнодорожный транспорт.